# شاول تيوكولسكي
شاول تيوكولسكي فيزيائي وعالم الفيزياء الفلكية (بالإنجليزية: Saul Teukolsky)‏ وأستاذ الفيزياء وعلم الفلك في جامعة كورنيل ومعهد كاليفورنيا للتقنية ولد في 2 أغسطس 1947 في جوهانسبرغ وتشمل اهتماماته البحثية الرئيسية النسبية العامة، والفيزياء الفلكية النسبية، والفيزياء الفلكية الحسابية.

## حياته العلمية
حصل شاول تيوكولسكي على بكالوريوس في العلوم تخصص فيزياء والرياضيات التطبيقية مع مرتبة الشرف من جامعة ويتواترسراندفي جنوب أفريقيا عام 1970.
رحل إلى الولايات المتحدة الأمريكية لدراسة الدراسات عليا بمعهد كاليفورنيا للتقنية تحت إشراف العالم الفيزيائي كيب ثورن وحصل على الدكتوراه في عام 1973.
عمل كأستاذ مساعد في الفيزياء وعلم الفلك عام 1974 بمعهد كاليفورنيا للتقنية لمدة عام واحد. تم ترقيته إلى أستاذ مشارك في عام 1977 وأستاذ في عام 1983.
في عام 1999 أصبح عالم فيزيائي. في عام 2003 انتخب في الأكاديمية الوطنية للعلوم. يعتبر شاول تيوكولسكي واحد من رواد النسبية وخصوصا في مجال المعادلات التي تنطوي على النسبية العامة باستخدام الحواسيب الفائقة حيث تعمل مجموعة من أبحاثه اليوم على حسابات النسبية العددية إلى التنبؤ بالتنبؤات من تجارب ليغو والليزر.

## إهتماماته
- الفيزياء الفلكية
- النسبية

## العضويات
- عضو في الأكاديمية الوطنية للعلوم